# Zdzisław de Pourbaix
Zdzisław de Pourbaix (ur. 29 stycznia 1918 we Włodzimiercu, zm. 13 października 1943 w Warszawie) – kapral podchorąży rezerwy artylerii Wojska Polskiego i Armii Krajowej, odznaczony Krzyżem Srebrnym Orderu Wojennego Virtuti Militari i Krzyżem Walecznych.

## Życiorys
Urodził się jako piąte dziecko Kamila de Pourbaix i Marii z Miączyńskich de Pourbaix. Wychowywał się pod pilnym okiem matki Marii, ukończył szkołę powszechną w Antonówce, następnie uczęszczał do XI Gimnazjum we Lwowie, zdając maturę w 1936 roku, tam też uczęszczali jego bracia Kamil Kazimierz, Kazimierz, Franciszek, Antoni.
Ukończył Kurs XI podchorążych w 1936–1937 roku w Wołyńskiej Szkole Podchorążych Rezerwy Artylerii im. Marcina Kątskiego we Włodzimierzu Wołyńskim w stopniu plutonowy podchorąży.
Brał udział w kampanii wrześniowej, dowodząc w bitwie pod Mokrą II plutonem 3 baterii 2 Dywizjon Artylerii Konnej im. Józefa Sowińskiego. I plutonem dowodził jego brat Kamil Kazimierz, który zginął 1 września 1939).  
Następnie brał udział w bitwie pod Wolą Cyrusową oraz w bitwie pod Mińskiem Mazowieckim. 16 września 1939 roku został przydzielony wraz ze swoim plutonem do oddziału kawalerii mjr. J. Juniewicza, który składał się z kilkunastu plutonów kawalerii różnych jednostek. Zadaniem tego oddziału było patrolowanie brzegu Wisły pomiędzy Młocinami, a Modlinem. Następnie wraz ze swoim plutonem brał udział w obronie Palmir. 22 września podczas przebijania się do Warszawy w bitwie pod Łomiankami został wzięty do niewoli niemieckiej (ranny), z której w uciekł.
Następnie czynnie działał w ramach ZWZ oraz AK, wspólnie z braćmi, dzięki przedwojennemu wyszkoleniu wojskowemu, szkolił przyszłych podchorążych w Warszawie. Podczas jednej z łapanek w październiku 1943 roku na ulicy Pięknej został pojmany i rozstrzelany. Według relacji rodziny, wychodził ze swojego mieszkania przy ulicy Mokotowskiej na zaręczyny swojego brata por. Kazimierza, na tę okazję założył „oficerki” – to z pewnością spowodowało natychmiastowe rozstrzelanie. Na Powązkach znajduje się jego symboliczny grób.
Był drugim synem Kamila i Marii de Pourbaix, który oddał swe życie za Ojczyznę. Jego rodzeństwo, Kamil Kazimierz, Kazimierz, Franciszek, Ryszard Bolesław, Antoni, Zofia, a nawet najmłodszy Marian (ur. 1927), brali czynny udział w polskim podziemiu.

## Rodzeństwo
- Anna Maria Zakrzewska – żona Jana Zakrzewskiego (zginął w Katyniu)
- Kamil Kazimierz Józef de Pourbaix – ps. Luks oficer WP, zginął w bitwie pod Mokrą, VM V kl. oraz KW
- Kazimierz de Pourbaix – ps. Zahoryński uczestnik kampanii wrześniowej, powstaniec warszawski
- Franciszek de Pourbaix – ps. Piwnicki, Hulczyński uczestnik kampanii wrześniowej, powstaniec warszawski,
- Antoni de Pourbaix – uczestnik kampanii wrześniowej,
- Zofia de Pourbaix – ps. Zula łączniczka AK, prowadziła punkt przerzutowy w Szczawnicy VM V kl. oraz KW.
- Ryszard de Pourbaix – ps. Piątaty, uczestnik powstania warszawskiego,
- Stanisław de Pourbaix,
- Marian de Pourbaix – elew szkoły podchorążych,